# Lenny Venito
Lenny Venito (* 10. Mai 1969) ist ein Schauspieler und Synchronsprecher.

## Leben
Venito startete 1988 seine Karriere in der Serie Der Equalizer, bekannt wurde er durch seine Rolle in Krieg der Welten, Men in Black II und St. Vincent.

## Filmografie (Auswahl)
Schauspieler
- 1988: Der Equalizer (The Equalizer, Fernsehserie, eine Folge)
- 2002: Men in Black II
- 2003: Liebe mit Risiko – Gigli (Gigli)
- 2005: Krieg der Welten (War of the Worlds)
- 2006–2007: Die Sopranos (The Sopranos, Fernsehserie, 9 Folgen)
- 2007: Die Fremde in dir (The Brave One)
- 2010: Woher weißt du, dass es Liebe ist (How Do You Know)
- 2012: Men in Black 3
- 2012–2014: The Neighbors (Fernsehserie, 44 Folgen)
- 2014: St. Vincent
- 2016: Money Monster
- 2016–2017: Kevin Can Wait (Fernsehserie, 15 Folgen)
- 2021: This Is the Night

Synchronsprecher
- 2003: Manhunt (Videospiel)
- 2004: Große Haie – Kleine Fische (Shark Tale)
- 2006: Tierisch wild (The Wild)